# لودو كيوك

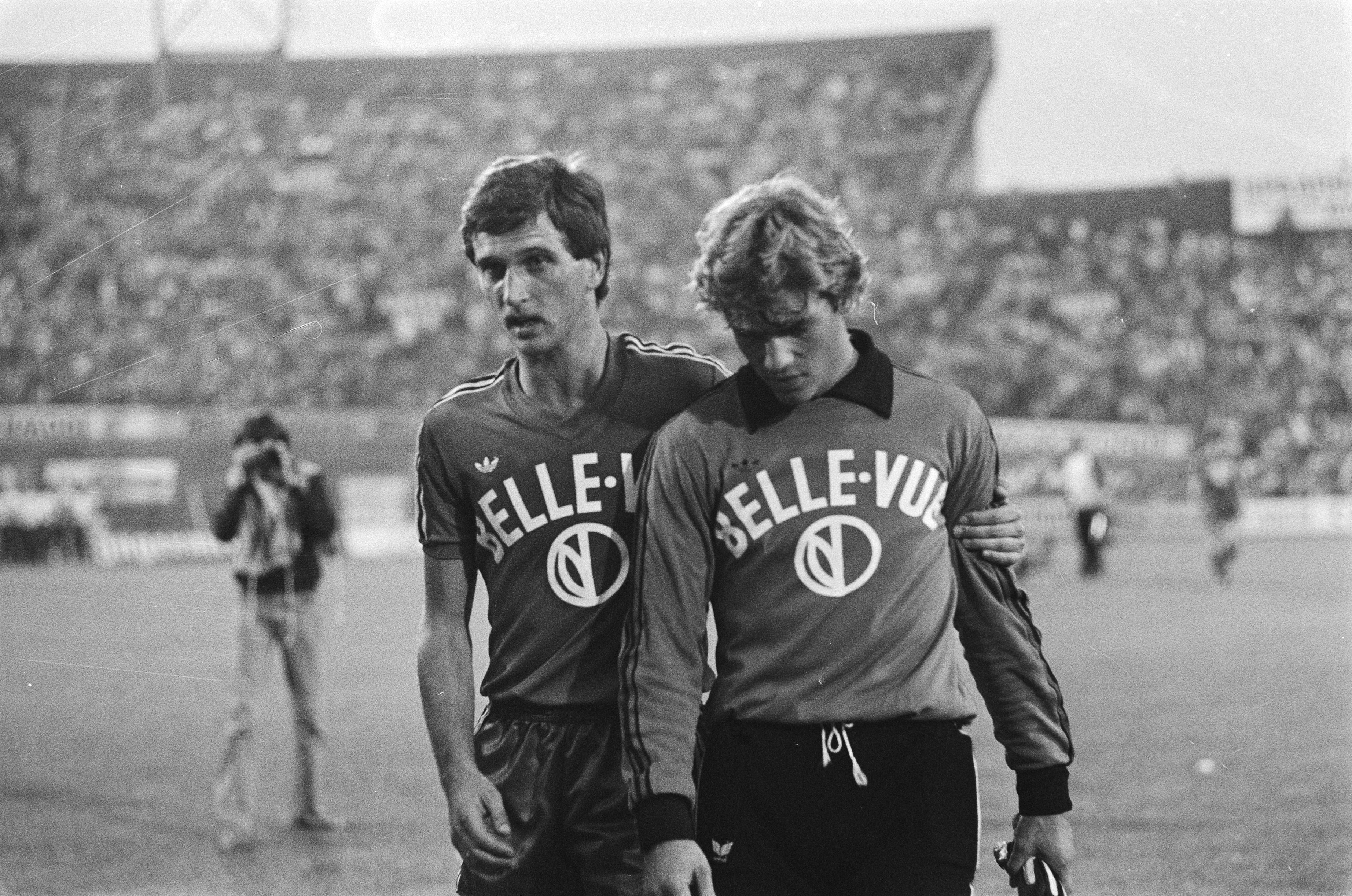
جاكي مونارون مع لودو كيوك.

لودو كيوك، من مواليد 25 سبتمبر 1955 في أنتويرب في بلجيكا، وتوفي في 9 أكتوبر 1985 في أنتويرب في بلجيكا، لاعب كرة قدم بلجيكي سابق.
لعب مع منتخب بلجيكا لكرة القدم.

## مسيرته الكروية
لعب لودو كيوك خلال مسيرته الاحترافية مع 4 أندية في أربعة عشر موسمًا وسجل خلالها 61 هدفًا ضمن 308 مباراة. حيث فاز في ثلاثة مواسم بالكأس وفي موسمين بالدوري.
خاض لودو كيوك مسيرته مع نادي بيرخيم في موسم 1971–72 لمدة موسم واحد، مشاركًا في 7 مباريات سجل خلالها 7 أهداف. ثم انتقل إلى نادي رويال أندرلخت في موسم 1972–73 ليلعب معه أحد عشر موسمًا، حيث شارك في 292 مباراة سجل خلالها 54 هدفًا. لينتقل بعدها إلى نادي إنتر ميلان في موسم 1983–84 لمدة موسم واحد، مشاركًا في 9 مباريات ولم يسجل أي هدف. ثم انتقل إلى نادي أسكولي في موسم 1984–85 لمدة موسم واحد، لم يشارك في أي مباراة ولم يسجل أي هدف أيضًا.

## روابط خارجية
- لودو كيوك على موقع الاتحاد الأوربي (الإنجليزية)
- لودو كيوك على موقع الاتحاد البلجيكي (الإنجليزية)
- لودو كيوك على موقع قاعدة بيانات كرة القدم.إي يو (الإنجليزية)
- لودو كيوك على موقع ناشيونال فوتبول تيمز (الإنجليزية)
- لودو كيوك على موقع عالم كرة القدم.نت (الإنجليزية)